# Franz Klement Hiller
Franz Klement Hiller (1781 Svitavy–14. březen 1862 Brno) byl zakladatel zvonařského rodu v Brně a výrobce hasičské techniky.

## Historie
Zakladatel rodu zvonařů Hiller v Brně. Vyučil se ve zvonařské dílně Klementa Stechlera (1791–1847). Od roku 1819 zvony odléval v Starém Brně čp. 54 U modrého lva (Křížová ulice 51). Svou činnost postupně rozšířil a vyráběl hasičské nářadí. Zvony dodával do Brna a na jižní Moravu, byl činorodý až do své smrti.
V roce 1818 se oženil Annou Karolinou (1794–1830) rozenou Gattula (Kattula) z jejich manželství vzešly děti:
- Karl Hiller (11. července 1818 Staré Brno–?) obchodník v Uhrách
- Amalie Elisabeth Franziska Hillerová (4. září 1819 Staré Brno–?)
- Marie Elisabeth Hillerová (26. března 1821 Staré Brno – 1859 Vídeň)
- Adalbert Gottfried Hiller (21. dubna 1823 Staré Brno–17. března 1866 Brno) pokračoval ve vedení firmy
- Adalberta Gottfrieda Jisefa Hillerová (19. března 1826 Staré Brno–?)
- Adolf Christian Wilhelm Hiller (19. března 1828 Staré Brno–?) zvonařský mistr
- Karl Gottfried Hiller (20. října 1829 Staré Brno–?)

Po smrti první manželky se znovu oženil v roce 1832 v Brně s Franziskou rozenou Rössnerovou, vdovou po studnařském mistrovi Paulu Binderovi. Jejich manželství bylo bez dětí.

## Dílo
Zvony dodával (neúplný přehled):
- 1822 Nebovidy[1]
- 1824 Zbraslav[1]
- 1832 Kněždub[1]
- 1832 kostel Nanebevzetí Panny Marie, Troubsko, horní okraj: LAUS EIUS ECCLESIA CANCTORUM, dolní okraj: EGO OPVS PIETATIS IOANNIS DOHNAL - RESTAVRATA EN IOANNIS ROSMANITH - SVRA VOCO POPVLOS (česky: Jsem dílem zbožného Jana Dohnala, obnoven od Jana Rosmanitha, péčí hlasu lidu) Uprostřed zvonu: GEGOSSEN VON - FRANZ HILLER - IN ALT-BRUNN (česky: Ulit u Františka Hillera na Starém Brně). Zvon zdobí reliéfy sv. Jana Nepomuckého, sv. Floriana a sv. Barbory.[4]
- 1833 Bačov[1]
- 1858 vazební věznice Brno-Bohunice[1]